# Пядышев, Константин Павлович
Константи́н Па́влович Пя́дышев (декабрь 1890 — 15 июня 1944) — советский военачальник, генерал-лейтенант (1940).

## Первая мировая и Гражданская войны
Русский. Из мещан. Окончил реальное училище святой Анны и коммерческое отделение в Санкт-Петербурге 1908 году. Работал в банке «Юнкер и К». В 1910 году сдал экзамен на чин прапорщика запаса.
С началом Первой мировой войны призван из запаса в Русскую императорскую армию: командир роты 31-го Сибирского стрелкового полка. В бою 27 сентября 1914 года был тяжело ранен. За отличия в боях произведён в подпоручики со старшинством с 28.09.1914 года, награждён орденом. Затем — полковой адъютант, затем старший адъютант по оперативной части штаба пехотной дивизии. Был ранен ещё дважды. Последний чин в Русской императорской армии — штабс-капитан. Демобилизован из армии в начале 1918 года.
Жил в Петрограде, работал служащим в Народном банке РСФСР с марта по декабрь 1918 года.
В декабре 1918 года вступил в Рабоче-крестьянскую Красную армию. Сначала служил помощником командира роты инструкторов в караульном батальоне 2-го района Петрограда, с апреля 1919 года — санитар-дезинфектор в военно-санитарном и дезинфекционном отряде Красной Армии. Участвовал в Гражданской войне с мая 1919 года в должности помощника начальника штаба 1-й Петроградской стрелковой бригады особого назначения. С мая 1919 — начальник штаба этой бригады. С декабря 1919 — командир 2-й бригады 55-й стрелковой дивизии, одновременно с января по март 1920 года командовал Пыталовской группой войск 15-й армии. С апреля 1920 — командир 164-й стрелковой бригады 55-й стрелковой дивизии. Проявил отвагу и талант командира в ходе советско-польской войны. С сентября 1920 — командир 61-й стрелковой бригады 21-й стрелковой дивизии на Западном фронте. С декабря 1920 временно исполнял должность начальника этой дивизии, и в том же месяце утверждён начдивом 21-й Пермской стрелковой дивизии. После заключения мира с Польшей в феврале 1921 года дивизия была переброшена в районе Архангельска и Вологды, а оттуда весной 1921 года в Западную Сибирь, где участвовала в ликвидации бандитизма в Горном Алтае. Одновременно с командованием дивизией Пядышев в сентябре-декабре 1921 года исполнял должность командующего войсками Новониколаевской губернии.

## Межвоенный период
С октября 1922 по май 1931 командовал 10-й Тамбовской стрелковой дивизией, в промежутке в марте—апреле 1923 года некоторое время командовал 16-й Симбирской стрелковой дивизией. В 1924 году окончил Военно-академические курсы высшего комсостава РККА, а в 1927 — Курсы усовершенствования высшего комсостава при Военной академии РККА им. М. В. Фрунзе. С мая 1931 — начальник штаба корпуса военно-учебных заведений Ленинградского военного округа, с мая 1934 — начальник штаба Военно-электротехнической академии имени С. М. Будённого. С февраля 1936 — командир 90-й стрелковой дивизии, которая дислоцировалась в 22-м Карельском укреплённом районе. С марта 1937 — заместитель начальника штаба Ленинградского военного округа.

## Зимняя война
Во главе дивизии участвовал в Советско-финской войне. В январе 1940 года назначен заместителем командующего 7-й армией Северо-Западного фронта, а в феврале принял командование 34-м стрелковым корпусом этой армии, сменив арестованного за преступное бездействие в выполнении приказа комдива В. М. Гонина. Под командованием Пядышева корпус содействовал другим частям 7-й армии во взятии Выборга.
В июне 1940 года назначен командующим 8-й армией. Но уже 22 июля 1940 переведён в центральный аппарат на должность заместителя начальника Управления боевой подготовки РККА, которую с августа того же года совмещал с должностью редактора журнала «Военный вестник».
В декабре 1940 года участвовал в Совещании высшего командного и политического состава Красной Армии. В мае 1941 года назначен на должность заместителя командующего войсками Ленинградского военного округа.
В письмах к жене негативно отзывался о репрессиях в РККА.

## Великая Отечественная война, арест и смерть
Великую Отечественную войну встретил в той же должности, 24 июня назначен заместителем командующего Северным фронтом. С 23 июня руководил строительством укреплений на Лужском оборонительном рубеже. 4—5 июля была сформирована Лужская оперативная группа, занявшая оборону на одноимённом рубеже; 5 июля её командующим был назначен генерал-лейтенант К. П. Пядышев. Этой группе (7 стрелковых дивизий, 1 стрелковая бригада, сводные отряды курсантов Ленинградского пехотного и Ленинградского артиллерийского училищ, несколько артиллерийских частей) удалось почти на месяц задержать немецкое продвижение на этом рубеже. Однако 22 июля 1941 года он был арестован.
На следствии и на суде Пядышеву были предъявлены обвинения в антисоветской агитации. Пядышев отрицал наличие какой-либо контрреволюционности в своих действиях. Однако он был признан виновным в том, что допускал в 1937 среди своих знакомых, а в 1940 — в письмах к жене антисоветские суждения об отдельных мероприятиях ВКП(б) и Советской власти и 17 сентября 1941 года осуждён ВКВС по части 1 статьи 58-10 на 10 лет лишения свободы с поражением в правах на 5 лет. Исключен из списков Красной Армии приказом ГУК НКО СССР № 0065 от 9.6.1943 года.
25 июня 1943 года А. М. Василевский и Н. Н. Воронов обратились с ходатайством к Прокурору СССР В. М. Бочкову о скорейшем освобождении Пядышева как ценнейшего военачальника, однако оно не было удовлетворено.
Отбывал срок в ИнтинЛАГе Коми АССР. 15 июня 1944 года К. П. Пядышев скончался в лагерном лазарете. Похоронен в посёлке Кочмес.
Реабилитирован определением Военной Коллегии Верховного Суда СССР 28 января 1958 года.

## Воинские звания в РККА
- Комдив (26.11.1935[13])
- Комкор (21.03.1940)
- Генерал-лейтенант (4.06.1940[14])

## Награды
- Орден Святой Анны 3-й степени с мечами и бантом (20.05.1915)
- Орден Святой Анны 4-й степени
- Орден Святого Станислава 3-й степени
- Орден Ленина (21.03.1940)
- 3 ордена Красного Знамени (3.11.1920; 17.11.1923[15]; 15.01.1940)[16]
- Медаль «XX лет Рабоче-Крестьянской Красной Армии» (22.02.1938)
- Почётное оружие — револьвер «наган» от Реввоенсовета Республики
- Серебряные часы с гравировкой «Честному воину РККА от Петроградского Совета»

## В литературе
Пядышев упоминается в романе Даниила Гранина «Мой лейтенант»:

«Где-то посреди августа пришлось все же покинуть Лужские укрепления. От нашего полка осталось сотни полторы, может меньше. Укрепления были отличные. Когда их успели сделать, не знаю. Окопы в полный профиль обшиты досками. С пулеметными гнездами. Землянки в три-четыре наката. Эти укрепления сберегли нам много жизней. Потом оказалось, что того, кто их построил, генерала Пядышева, отдали под трибунал и расстреляли. По приказу Сталина. Тогда расстреляли несколько высших командиров. Всех ни за что. Для устрашения, что ли?»— Гранин Д.А., "Мой лейтенант". М.: ОЛМА медиа груп, 2012, стр.50
Из мемуаров генерал-лейтенанта инженерных войск Бориса Владимировича Бычевского

«Прошел слух, что Пядышев арестован. Не хочется верить. Но он исчез, и никто не знает куда. Приехал в штаб фронта и как в воду канул. Когда я спросил о нем у генерала Никишева, тот резко ответил: „Не знаю“ — дал понять, что разговаривать на эту тему не желает. Пядышева за десять лет службы в Ленинградском военном округе я узнал довольно хорошо. В тридцатых годах он руководил военно-учебными заведениями. Проводил много учений, манёвров. Его грудь украшали два ордена Красного Знамени, полученные за боевые подвиги во время гражданской войны. Богатая военная эрудиция, ровный характер и большой такт в обращении с подчиненными вызывали к нему симпатии у окружающих. Пядышев бывал прям и настойчив в своих оперативно-тактических взглядах, но внимателен к мнению других. Именно благодаря его инициативе и энергии была создана в короткий срок Лужская оборонительная полоса. Он же умело организовал централизованное артиллерийское прикрытие под Лугой, сформировал артгруппу из курсантских дивизионов и полка АККУКС. В чём же дело? Что случилось с Пядышевым?»— Бычевский Б. В. Город — фронт. — 2 изд. — Л.: Лениздат, 1967. — 431 с. — 70 000 экз.